# Marion Stokes
Marion Marguerite Stokes (de nom de naixement Butler; 25 de novembre de 1929 – 14 de desembre de 2012) va ser una productora de televisió nord-americana, empresària, inversora, manifestant pels drets civils, activista, bibliotecària i arxivera prolífica, especialment coneguda pel seu arxiu de centenars de milers d'hores de notícies de televisió durant 35 anys, des de 1977 fins a la seva mort el 2012, moment en què va operar nou propietats i tres unitats d'emmagatzematge. Segons la revisió de The Los Angeles Review of Books de la pel·lícula documental Recorder: The Marion Stokes Project del 2019, el gran projecte de Stokes d'enregistrar el cicle de notícies de 24 hores fou "un argument convincent per a la importància de l'arxiu de guerrilla".

## Vida primerenca
Marion Marguerite Butler, més tard anomenada Marion Marguerite Stokes, va néixer el 25 de novembre de 1929 a Germantown, Filadèlfia. Es va graduar a Girls High School. De jove, Stokes es va polititzar activament i participà en diverses organitzacions d'esquerra. Va ser cortejada pel Partit Comunista dels EUA, que va intentar desenvolupar-la com a líder potencial. Va ser la presidenta de Filadèlfia del Comitè Fair Play for Cuba i va participar en el moviment dels drets civils, organitzant cinc autobusos des de Filadèlfia per a la Marxa a Washington per l'Ocupació i la Llibertat i participant en els esforços per eliminar la segregació del Girard College.
Stokes va treballar com a bibliotecària de la Biblioteca Lliure de Filadèlfia durant gairebé 20 anys. A principis dels anys 60 va ser acomiadada, probablement a causa de les seves activitats polítiques.
El 1960 es va casar amb el professor Melvin Metelits, també membre del Partit Comunista, i va tenir un fill amb ell. Stokes va ser espiada per l'FBI, i ella i el seu marit i el seu fill van intentar fugir dels Estats Units i desertar a Cuba. Van passar temps a Mèxic esperant un visat cubà, però no van poder obtenir-ne cap. Melvin i Marion es van separar a mitjans dels anys 60 quan el seu fill tenia quatre anys.
Va formar part de la junta fundadora de l'⁣Organització Nacional de Dones l'organització feminista nord-americana més gran dels Estats Units. Aquesta organització fou fundada el 1966 amb l'objectiu de fer pressió per la igualtat de gènere dins del sistema polític existent, organitzar campanyes per la igualtat constitucional, la justícia econòmica, els drets reproductius, els drets LGBTQIA+, la justícia racial, i per erradicar la violència contra les dones.
De 1967 a 1969, Stokes va coproduir un programa de televisió de diumenge al matí a Filadèlfia, Input, amb el seu marit John. El seu focus principal era la justícia social.

## Col·leccions

### Televisió
Stokes ha estat nombrada com una pionera i visionària que va dedicar gran part de la seva vida a preservar la història televisiva. El seu objectiu principal era "protegir la veritat" de les notícies falses i permetre que la gent avalués el material arxivat de manera objectiva. Alguns programes seleccionats que va gravar van ser The Cosby Show, Divorce Court, Nightline, Star Trek, The Oprah Winfrey Show, i The Today Show.
Va planificar sortides familiars amb el seu marit i els seus fills al voltant de la durada d'una cinta VHS. Cada sis hores, quan s'acabaven les cintes, Stokes i el seu marit les canviaven, i fins i tot es retallaven els àpats als restaurants per arribar a casa per canviar les cintes a temps. Més tard, quan era menys àgil, Stokes va formar un ajudant perquè fes la tasca per ella. Els arxius van créixer a unes 71.000 cintes VHS i Betamax, tot i que originalment es van informar erròniament com 140.000 als mitjans de comunicació, moltes de les quals de fins a vuit hores cadascuna apilades als apartaments que va llogar només per emmagatzemar-les.
Stokes es va convèncer que hi havia molts detalls a les notícies amb risc de desaparèixer per sempre, així que va començar a gravar. El seu fill Michael Metelits va dir a WNYC que Stokes "va canalitzar les seves tendències naturals d'acumulació a [la] tasca [de crear un arxiu]". Algunes de les col·leccions de cintes de Stokes consistien en la cobertura 24/7 de Fox, MSNBC, CNN, C-SPAN, CNBC i altres cadenes, gravades en fins a vuit VCR independents a casa seva. També s'inclou el conjunt de platines VHS de JVC de 1984 que enregistrava programes regulars de Boston en un format de reproducció ampliada de sis hores. L'enregistrament final de Stokes va tenir lloc el 14 de desembre de 2012, quan s'estava morint; va capturar la cobertura de la massacre de Sandy Hook.
La col·lecció de Stokes no és l'únic exemple de gravació massiva d'imatges de televisió, però la cura per preservar la col·lecció és molt inusual. Les col·leccions conegudes d'escala similar no s'han mantingut tan bé i no tenen l'atenció oportuna i local.

### Ordinadors Macintosh
Stokes va comprar molts ordinadors Macintosh des dels inicis de la marca, juntament amb diversos altres perifèrics d'Apple. Fins al moment de la seva mort, 192 dels ordinadors van romandre en el seu poder. Stokes va guardar els articles sense obrir en un garatge d'emmagatzematge amb clima controlat per a la posteritat. La col·lecció, que s'especula que és una de les darreres de la seva naturalesa, es va vendre a eBay a un comprador anònim. Preveient l'immens potencial de la marca Apple durant la seva infància, Stokes va invertir en accions d'Apple amb capital dels seus sogres mentre l'empresa encara estava incipient. Més tard, va animar els seus ja rics sogres a invertir en Apple, consells que van rebre i van treure molt profit, augmentant encara més la seva riquesa. Llavors Stokes va destinar part dels seus beneficis al seu projecte de gravació, que va ser important pel seu treball, especialment durant els primers anys quan les cintes de vídeo eren una tecnologia nova i cara.

### Altres projectes
Stokes va rebre mitja dotzena de diaris i entre 100 i 150 publicacions periòdiques mensuals, recollits durant mig segle. Va acumular entre 30.000 i 40.000 llibres. Metelits va dir a WNYC que a mitjans de la dècada de 1970 la família va freqüentar la llibreria per comprar llibres nous per valor de 800 dòlars. També va col·leccionar joguines i cases de nines.

## Llegat
Stokes va llegar al seu fill Michael Metelits tota la col·lecció de cintes, sense més instruccions que donar-la a una organització benèfica que ell elegís. Després de considerar els possibles destinataris, Metelits va donar la col·lecció a Internet Archive un any després de la mort de Stokes. Es van requerir quatre contenidors d'enviament per traslladar la col·lecció a la seu d'Internet Archive a San Francisco, un moviment que li va costar 16.000 dòlars. Va ser la col·lecció més gran que havien rebut mai. El grup va acceptar digitalitzar els volums, un procés que s'esperava que funcionés completament amb voluntaris les 24 hores del dia, que costaria 2 milions de dòlars i que trigarien 20 màquines de digitalització durant diversos anys. L'abril de 2019, el projecte encara està actiu.
Un documental sobre la seva vida, Recorder: The Marion Stokes Project, va ser dirigit per Matt Wolf i es va estrenar al Festival de Cinema de Tribeca del 2019.
A la tardor del 2023 es va publicar un llibre amb imatges recopilades per Wolf a partir de més de set-centes hores de cintes de Marion titulat Input.